# New Japan Pro-Wrestling
New Japan Pro-Wrestling (新日本プロレス Shin Nihon Puroresu) – japońska federacja wrestlingu założona w styczniu 1972 roku przez Antonio Inokiego. W 2005 roku Inoki sprzedał federację dla firmy Yuke's, która w 2012 roku sprzedała ją dla Bushiroad. Obecnie prezesem federacji jest Naoki Sugabayashi (od września 2013), a prezydentem Katsuhiko Harada (od lutego 2016).
NJPW jest największą federacją wrestlingu w Japonii i drugą na świecie (po WWE). W latach 1972–1986 federacja należała do National Wrestling Alliance. Największą galą NJPW jest January 4 Dome Show, która jest organizowana od 1992 roku. Od 2007 roku gala jest nazywana Wrestle Kingdom. Głównym bookerem federacji jest Gedo.
1 grudnia 2014 roku powstała platforma internetowa NJPW World, na której możliwe jest oglądanie gal federacji.

## Turnieje
- G1 Climax (1974–1989, od 1991; najważniejszy turniej NJPW, bez limitów wagowych; rozgrywany w systemie kołowym w dwóch grupach, a zwycięzcę wyłania finał pomiędzy zwycięzcami grup)
- World Tag League (1980–1987, 1991–2001, 2003, od 2006; turniej dla tag teamów; rozgrywany w systemie kołowym w dwóch grupach, a zwycięzcę wyłania finał pomiędzy zwycięzcami grup)
- New Japan Cup (od 2005; bez limitów wagowych; rozgrywany w systemie play-off)
- New Japan Cup USA (2020–2021; bez limitów wagowych; rozgrywany w systemie play-off)
- Best of the Super Juniors (1988, od 1991; turniej dla zawodników poniżej 100 kg; rozgrywany w systemie kołowym w dwóch grupach, a zwycięzcę wyłania finał pomiędzy zwycięzcami grup)
- Super Junior Tag League (2010, 2012–2019, od 2021; turniej dla tag teamów, których zawodnicy ważą mniej niż 100 kg; rozgrywany w systemie kołowym w jednej grupie, a zwycięzcę wyłania finał pomiędzy pierwszym i drugim miejscem w grupie)
- Super J-Cup (1994–1995, 2000, 2004, 2009, 2016; 2019–2020; turniej dla zawodników poniżej 100 kg; rozgrywany w systemie play-off)
- Young Lion Cup (1985–1987, 1989, 1991, 1993–1996, 2000, 2002, 2004–2005; 2017; 2019; turniej dla debiutantów; rozgrywany w systemie kołowym)
- J Sports Crown Openweight 6 Man Tag Tournament (2010–2011; turniej dla trzyosobowych tag teamów; rozgrywany w systemie play-off)
- G2 U-30 Climax (2003; turniej dla zawodników poniżej 30 lat)

## Obecnie organizowane gale
- Wrestle Kingdom
- The New Beginning
- NJPW Anniversary Show
- Sakura Genesis
- Wrestling Dontaku
- Dominion
- Summer Struggle
- Wrestle Dynasty
- Wrestle Grand Slam
- Destruction
- Fighting Spirit Unleashed
- King of Pro-Wrestling
- Power Struggle

## Mistrzostwa

### Obecni mistrzowie
| Mistrzostwo                                   | Obecny mistrz(owie) | Obecny mistrz(owie)                       | Panowanie   | Data zdobycia    | Dni | Dodatkowe informacje |
| --------------------------------------------- | ------------------- | ----------------------------------------- | ----------- | ---------------- | --- | --- |
| IWGP World Heavyweight Championship           |                     | Zack Sabre Jr.                            | 2           | 29 czerwca 2025  | 32  | Pokonał poprzedniego mistrza Hirookiego Goto na Tanahashi Jam. |
| IWGP Global Heavyweight Championship          |                     | Gabe Kidd                                 | 1           | 15 czerwca 2025  | 46  | Pokonał poprzedniego mistrza Yotę Tsujiego na Dominion 6.15 in Osaka-jo Hall.                                                                                             |
| IWGP Junior Heavyweight Championship          |                     | El Desperado                              | 5           | 4 stycznia 2025  | 208 | Pokonał poprzedniego mistrza Doukiego na Wrestle Kingdom 19. |
| NEVER Openweight Championship                 |                     | Boltin Oleg                               | 1           | 15 czerwca 2025  | 46  | Pokonał poprzedniego mistrza Konosuke Takeshitę na Dominion 6.15 in Osaka-jo Hall.                                                                                        |
| Strong Openweight Championship                |                     | Tomohiro Ishii                            | 1           | 11 kwietnia 2025 | 111 | Pokonał poprzedniego mistrza Gabe’a Kidda w 30-minutowym Iron man matchu, w którym Ishii wygrał z wynikiem 2-1 w nagłej śmierci po przedłużeniu czasu na Windy City Riot. |
| NJPW World Television Championship            |                     | El Phantasmo                              | 1           | 29 kwietnia 2025 | 93  | Pokonał poprzedniego mistrza Great-O-Khana na Wrestling Hizen no Kuni. |
| IWGP Tag Team Championship                    |                     | Tomohiro Ishii i Taichi                   | 1 (2, 4)    | 15 czerwca 2025  | 46  | Pokonali poprzednich mistrzów United Empire (Great-O-Khana i Calluma Newmana) na Dominion 6.15 in Osaka-jo Hall.                                                          |
| IWGP Junior Heavyweight Tag Team Championship |                     | La Oscuridad (Sho i Douki)                | 1 (6, 1)    | 15 czerwca 2025  | 46  | Pokonali poprzednich mistrzów Mastera Wato i Yoha na Dominion 6.15 in Osaka-jo Hall.                                                                                      |
| Strong Openweight Tag Team Championship       |                     | United Empire (TJP i Templario)           | 1 (1, 1)    | 9 maja 2025      | 83  | Pokonali poprzednich mistrzów World Class Wrecking Crew (Royce’a Isaacsa i Jorela Nelsona) na Resurgence.                                                                 |
| NEVER Openweight 6-Man Tag Team Championship  |                     | Toru Yano i Spiritech (Master Wato i Yoh) | 1 (7, 1, 2) | 4 lipca 2025     | 27  | Pokonali poprzednich mistrzów House of Torture (Rena Naritę, Sho i Yujiro Takahashiego) na New Japan Soul 2025: Night 8.                                                  |
| IWGP Women’s Championship                     |                     | Sareee                                    | 1           | 21 czerwca 2025  | 40  | Pokonała poprzednią mistrzynię Syuri na The Conversion. |
| Strong Women’s Championship                   |                     | AZM                                       | 1           | 9 maja 2025      | 83  | Pokonała poprzednią mistrzynię Mercedes Moné i Minę Shirakawę w three-way matchu na Resurgence.                                                                           |

- IWGP jest skrótem od International Wrestling Grand Prix, a NEVER od słów New Blood, Evolution, Valiantly, Eternal i Radical.

### Dawne pasy NJPW
- IWGP U-30 Openweight Championship (2003–2005)
- NWF Heavyweight Championship (1972–1981, 2003–2004)
- UWA World Junior Light Heavyweight Championship (1996–1997)
- WWF International Heavyweight Championship (1982–1985)
- WWF International Tag Team Championship (1985)
- WWF Junior Heavyweight Championship (1972–1985)
- Asia Heavyweight Championship (1981)
- Asia Tag Team Championship (1981)